# Лонань
Лона́нь (кит. упр. 洛南, пиньинь Luònán, буквально: «с южной стороны от реки Лошуй») — уезд городского округа Шанло провинции Шэньси (КНР).

## История
Начиная с империи Хань эти земли входили в состав уезда Шанло (上洛县). При империи Восточная Цзинь в 368 году из уезда Шанло был выделен уезд Цзюйян (拒阳县), но затем он был расформирован. При империи Северная Вэй в 441 году уезд Цзюйян был создан вновь. При империи Суй в 588 году уезд Цзюйян был переименован в Лонань (洛南县).
При империи Мин в 1621 году в связи с тем, что личным именем отца правящего императора было Чжу Чанло, то в соответствии с практикой табу на имена, чтобы избежать использования иероглифа «ло» написание названия уезда было изменено с 洛南县 на 雒南县.
Во время гражданской войны эти места перешли под контроль коммунистов в мае 1949 года. В 1950 году был создан Специальный район Шанло (商雒专区), и уезд вошёл в его состав. В 1964 году в рамках национальной программы по упрощению иероглифов иероглиф 雒 из названия специального района и названия уезда был заменён на 洛. В 1969 году Специальный район Шанло был переименован в Округ Шанло (商洛地区).
В 2002 году постановлением Госсовета КНР были расформированы округ Шанло и городской уезд Шанчжоу, и образован городской округ Шанло.

## Административное деление
Район делится на 2 уличных комитета и 14 посёлков.

## Экономика
Лонань является крупным центром производства и экспорта грецких орехов. 